# Fusimonas intestini
Fusimonas intestini ist eine Bakterienart. Sie wird mit der Fettleibigkeit in Verbindung gebracht: Der zuerst beschriebene Stamm wurde aus den Fäkalien von fettleibigen Mäusen isoliert.

## Merkmale
Die Zellen von Fusimonas intestini sind bemerkenswert lange, fusiforme Stäbchen (mit einer Länge von 9,0 bis 62,5 µm) und besitzen mehrere Geißeln. Es bildet robuste Biofilme und produziert große Mengen an extrazellulären polymeren Substanzen (EPS). Dies ist wahrscheinlich wichtig für die Besiedlung des Darms.

## Stoffwechsel und Wachstum
Fusimonas intestini ist streng anaerob, toleriert also keinen Sauerstoff. Der Gram-Test verläuft positiv. Der Metabolismus ist die Gärung (Fermentation). Es fermentiert Kohlenhydrate und produziert typische kurzkettige Fettsäuren als metabolische Endprodukte.
Die genomische DNA hat einen GC-Gehalt von 41,1 mol% und das Chinon ist MK-5 (H4).

## Ökologie
Fusimonas intestini zählt zu der Familie Lachnospiraceae.
Mitglieder der Familie Lachnospiraceae bilden die häufigsten Taxa innerhalb des Stammes Firmicutes in der menschlichen Darmmikrobiota. Schon frühere Studien brachten die Häufigkeit von Arten der Lachnospiraceae im Darm mit Typ-2-Diabetes in Verbindung. Metagenomische Untersuchungen haben ergeben, dass Bakterien mit nahezu identischen 16S rRNA-Gensequenzen wie der erstbeschriebene Stamm von Fusimonas intestini AJ110941P in Darm von Mäusen häufig vorkommen.

## Systematik
Fusimonas intestini ist die einzige Art der Gattung Fusimonas. Sie zählt zu der Familie Lachnospiraceae.